# 1193
1193 (MCXCIII) fue un año común comenzado en viernes del calendario juliano.

## Acontecimientos
- Se inicia la construcción del Qutab Minar en la actual Delhi.
- El Condado de Pallars Jussá es entregado a Alfonso II de Aragón.

## Nacimientos
- Juan III Ducas Vatatzés, emperador bizantino.
- San Alberto Magno, teólogo, filósofo y maestro de Tomás de Aquino.

## Fallecimientos
- Balián de Ibelín, noble del Reino de Jerusalén.
- Robert de Sablé, Gran Maestre de la Orden del Temple.
- Saladino, sultán de Siria y Egipto, fundador de la dinastía ayyubí y conquistador de Jerusalén